# Ganja Burn
Ganja Burn - utwór amerykańskiej raperki Nicki Minaj, wydany 10 sierpnia wraz z premierą albumu studyjnego "Queen". 13 sierpnia do piosenki został zrealizowany teledysk.

## Notowania
| Lista (2018)                              | Najwyższa pozycja |
| ----------------------------------------- | ----------------- |
| Kanada (Canadian Hot 100)                 | 47                |
| Nowa Zelandia (New Zealand Hot Singles)   | 13                |
| Szkocja (Official Charts Company)         | 67                |
| Stany Zjednoczone (Billboard Hot 100)     | 60                |
| Stany Zjednoczone (Hot R&B/Hip-Hop Songs) | 27                |